# Yuka Takashima
Yuka Takashima (japanisch 高島 由香 Takashima Yuka; * 12. Mai 1988 in Hōfu) ist eine japanische Leichtathletin, die sich auf den Langstreckenlauf spezialisiert hat.

## Sportliche Laufbahn
Erste internationale Erfahrungen sammelte Yuka Takashima im Jahr 2015, als sie bei den Weltmeisterschaften in Peking im 10.000-Meter-Lauf mit 32:27,79 min auf den 20. Platz gelangte. Im Jahr darauf nahm sie über diese Distanz an den Olympischen Sommerspielen in Rio de Janeiro teil und wurde dort mit 31:35,44 min 18. 2024 startete sie erneut bei den Olympischen Sommerspielen in Paris und gelangte dort mit 31:52,07 min auf Rang 21.

## Persönliche Bestzeiten
- 5000 Meter: 15:31,66 min, 15. November 2014 in Yokohama
- 10.000 Meter: 30:57,26 min, 10. Dezember 2023 in Tokio
- Halbmarathon: 1:11:18 h, 9. Februar 2018 in Ra’s al-Chaima
- Marathon: 2:26:13 h, 8. April 2018 in Paris